# Zombies Paradize
Zombies Paradize est un album des Leningrad Cowboys sorti en 2006. Cet album au son bien plus métal que les précédents reprend des tubes tels que What Is love, Starman, Goldfinger ou My Sharona. Il contient aussi l'excellente version[réf. souhaitée] 2006 de Happy Together.

## Titres
1. You're My Heart, You're My Soul
2. What Is Love
3. Goldfinger
4. Perfect Day
5. Puttin' on the Ritz
6. Manic Monday
7. Starman
8. Ring of Fire
9. My Sharona
10. Play the Funky Music
11. Fire
12. Der Lachende Vagabunde
13. Happy Together (2006 Version)